# El santo oficio
El santo oficio és una pel·lícula dramàtica mexicana del 1974 dirigida per Arturo Ripstein. Fou nominada a la Palma d'Or al 27è Festival Internacional de Cinema de Canes i va guanyar el premi Diosa de Plata a la Millor pel·lícula el 1974 atorgat pels periodistes cinematogràfics mexicans.

## Sinopsi
En la capital de la Nova Espanya, a fins del segle xvi, es produeix una epidèmia i se'n culpa als jueus. Un d'aquests, don Rodrigo de Carvajal, natural de Benavente, és enterrat per la seva vídua Francisca i els seus fills Luis, Mariana, Baltasar i el dominic Fra Gaspar. Fray Gaspar descobreix que els familiars del mort hi practiquen el ritual jueu i els denuncia a la Santa Inquisició. Només Baltasar aconsegueix fugir, mentre que els altres són detinguts i empresonats. Francisca és torturada per ordre del Gran Inquisidor Fra Alonso de Peralta. Mariana és violada en la seva cel·la i Luis sent els crits de la seva mare des de la seva, on està acompanyat per l'al·lucinat Fra Hernando, que resulta ser un espia.

## Repartiment
- Jorge Luke - Luis de Carvajal (?)
- Diana Bracho - Mariana de Carvajal (?)
- Claudio Brook - Alonso de Peralta
- Ana Mérida - Francisca
- Arturo Beristáin - Baltasar
- Martha Navarro - Catalina
- Silvia Mariscal - Justa Méndez
- Antonio Bravo - Rabine Morales
- Peter Gonzales Falcon - Fray Gaspar
- Mario Castillón Bracho - Gregorio López
- Farnesio de Bernal - Fray Hernando
- Rafael Banquells - President de l'Audiencia Real